# Ratisbona
Ratisbona (in tedesco Regensburg, in bavarese Rengschburg, lett. "fortezza sul Regen"; in ceco Řezno) è una città extracircondariale della Baviera.
Dal 13 luglio 2006 il centro storico della città fa parte del patrimonio dell'umanità dell'UNESCO.

## Geografia fisica

### Territorio
Ratisbona sorge nella parte centrale della Baviera (sud est della Germania), nell'alto corso del Danubio presso la confluenza con il suo affluente Regen, a breve distanza dai rilievi della Selva Bavarese e della Selva Boema a est e del Giura francone a nordovest; si trova a una quota di 342 metri sul livello del mare.
Confina con i comuni di Lappersdorf, Zeitlarn, Wenzenbach, Tegernheim, Barbing, Neutraubling, Obertraubling, Pentling, Sinzing e Pettendorf, tutti facenti parte del suo circondario.

### Clima
Il clima è temperato umido (Cfb nella classificazione climatica di Köppen), caratterizzato da inverni piuttosto freddi ed estati tiepide; le temperature medie (periodo 1971-2000) oscillano tra −1,3 °C in gennaio (il mese più freddo) e 18,2 °C in luglio (quello più caldo). Conformemente alle caratteristiche dei climi temperati centroeuropei, le precipitazioni non sono abbondanti (637 mm annui in media), con massimi estivi (luglio 82 mm, il mese più piovoso) e minimi relativi invernali (febbraio 34 mm, il meno piovoso).
| Ratisbona (Regensburg) | Mesi | Mesi | Mesi | Mesi | Mesi | Mesi | Mesi | Mesi | Mesi | Mesi | Mesi | Mesi | Stagioni | Stagioni | Stagioni | Stagioni | Anno  |
| Ratisbona (Regensburg) | Gen  | Feb  | Mar  | Apr  | Mag  | Giu  | Lug  | Ago  | Set  | Ott  | Nov  | Dic  | Inv      | Pri      | Est      | Aut      | Anno  |
| ---------------------- | ---- | ---- | ---- | ---- | ---- | ---- | ---- | ---- | ---- | ---- | ---- | ---- | -------- | -------- | -------- | -------- | ----- |
| T. max. media (°C)     | 1,2  | 3,4  | 9,1  | 13,9 | 19,4 | 21,9 | 24,1 | 24,2 | 19,3 | 12,7 | 5,6  | 2,4  | 2,3      | 14,1     | 23,4     | 12,5     | 13,1  |
| T. min. media (°C)     | −3,6 | −3,1 | 0,5  | 3,2  | 7,8  | 10,9 | 12,8 | 12,6 | 9,3  | 4,9  | 0,6  | −2,0 | −2,9     | 3,8      | 12,1     | 4,9      | 4,5   |
| Precipitazioni (mm)    | 40,8 | 34,1 | 39,2 | 38,6 | 57,0 | 80,8 | 81,4 | 64,7 | 52,1 | 48,8 | 48,5 | 50,0 | 124,9    | 134,8    | 226,9    | 149,4    | 636,0 |
| Giorni di pioggia      | 9,0  | 7,9  | 8,5  | 8,0  | 9,6  | 11,3 | 11,3 | 9,5  | 8,3  | 7,7  | 9,9  | 10,4 | 27,3     | 26,1     | 32,1     | 25,9     | 111,4 |

## Storia
Il primo insediamento risale all'età della pietra. Il nome della città odierna deriva dal celtico Radasbona, che era riferito a un insediamento nelle vicinanze. Nell'anno 90 i Romani vi costruirono un piccolo forte, appartenente al sistema difensivo del limes germanico-retico, mentre nel 179 venne edificata una fortezza legionaria per la Legio III Italica sotto l'impero di Marco Aurelio.
Castra Regina (il nome romano di Ratisbona) divenne la capitale della Rezia; tra il 356 e il 358 un'invasione di Iutungi e di Alamanni la distrusse. 
Nell'epoca merovingia Ratisbona fu sede dei duchi Agilolfingi e capitale della Baviera.
Nel 739 Bonifacio di Magonza, considerato il patrono della nazione tedesca, fondò la diocesi di Ratisbona. La città raggiunse il suo apice politico e economico nel XII e XIII secoli, quando si trovò all'incrocio di importantissime strade commerciali. Di quei tempi sono i principali monumenti della città: la Steinerne Brücke (ponte di pietra lungo 310 metri sul Danubio, costruito tra il 1135 e il 1146), la cattedrale gotica consacrata nel 1276, l'Altes Rathaus (antico palazzo municipale) e le torri patrizie.
Nel 1245 l'imperatore Federico II elevò Ratisbona al rango di Freie Reichsstadt (città libera dell'Impero) e le diede una certa autonomia politica. In seguito Ratisbona diminuì d'importanza rispetto ad altre grandi città bavaresi come Norimberga e Augusta.
Nel 1459 la città ospitò i primi incontri delle corporazioni degli scalpellini e dei maestri che solitamente avvenivano nelle logge massoniche medievali. Ciò prefigurava la Carta di Colonia del 24 giugno 1535.
Nel corso dei secoli seguenti vi ebbero luogo numerosi Reichstag (assemblee dei principi del Sacro Romano Impero), in particolare la Dieta del 1541. Dal 1663 la città fu persino la sede unica di questa istituzione permanente (Immerwährender Reichstag). Fu sempre a Ratisbona che l'Impero si sciolse sotto la pressione delle truppe napoleoniche nel 1806 (Reichsdeputationshauptschluss). Nel 1810 venne annessa dal nuovo regno di Baviera, creato da Napoleone. Cadde a livello di città provinciale per più di 150 anni.
Durante la Seconda guerra mondiale Ratisbona fu colpita dai bombardamenti alleati poiché ospitava le fabbriche Messerschmitt, produttrici dei caccia Bf 109. Nelle vicinanze si trovava anche un sottocampo del campo di concentramento di Flossenbürg. Dopo la guerra la città attirò diverse grandi imprese, soprattutto del settore automobilistico (la BMW produce qui le sue Serie 1, Serie 3 e le Z4 E89) e dell'industria elettronica (Siemens, AEG, Toshiba). Anche la fondazione della quarta università bavarese nella città contribuì allo sviluppo di Ratisbona.
Prima di diventare arcivescovo di Monaco, cardinale e poi papa Benedetto XVI Joseph Ratzinger insegnò teologia a Ratisbona. Vi è tornato da pontefice nel 2006 per tenere una lezione; nel 2009, insieme al fratello Georg, visitò la tomba dei genitori e della sorella sepolti nel cimitero di Ziegetsdorf.

## Monumenti e luoghi d'interesse

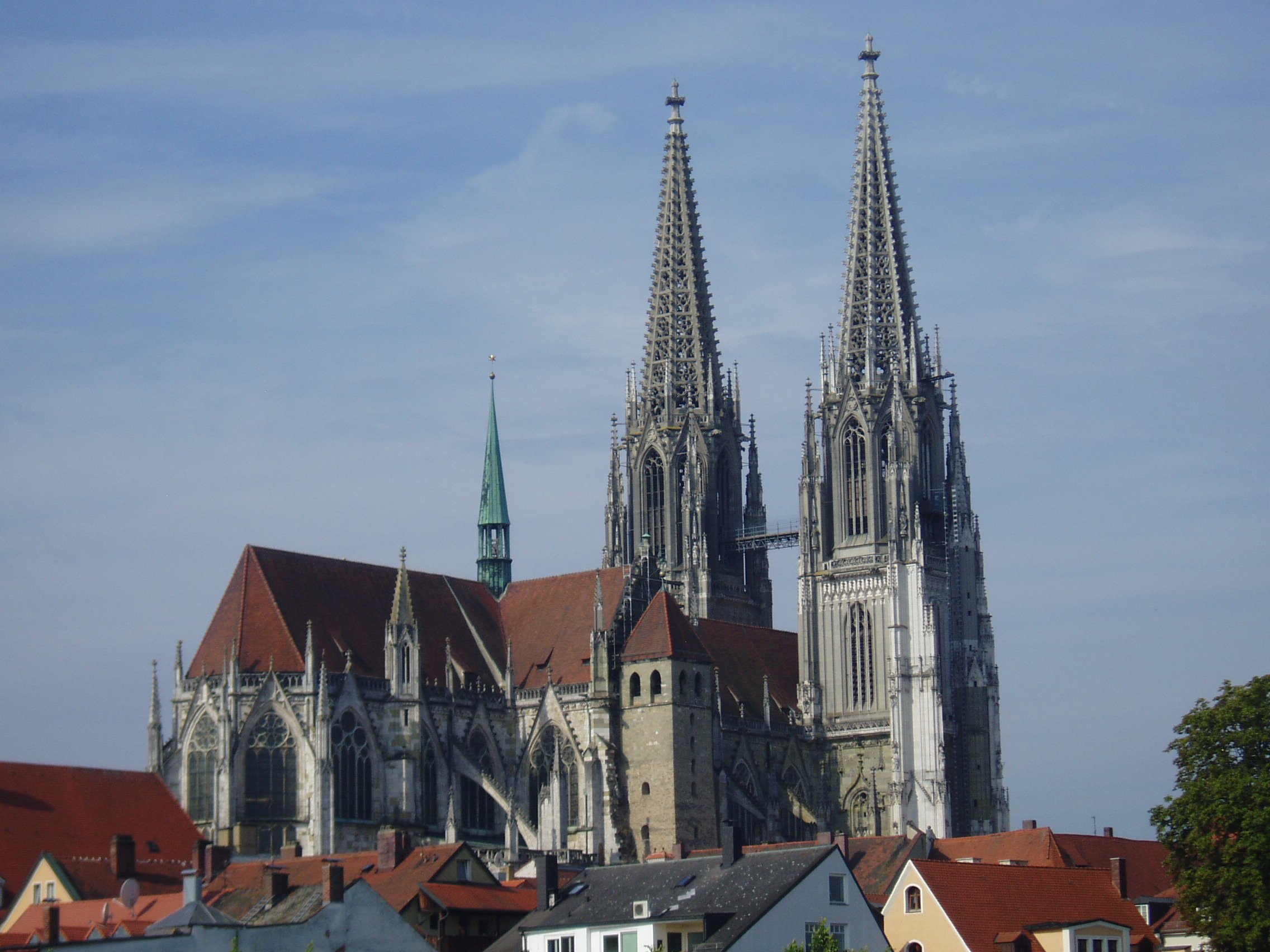
Il Duomo di San Pietro.

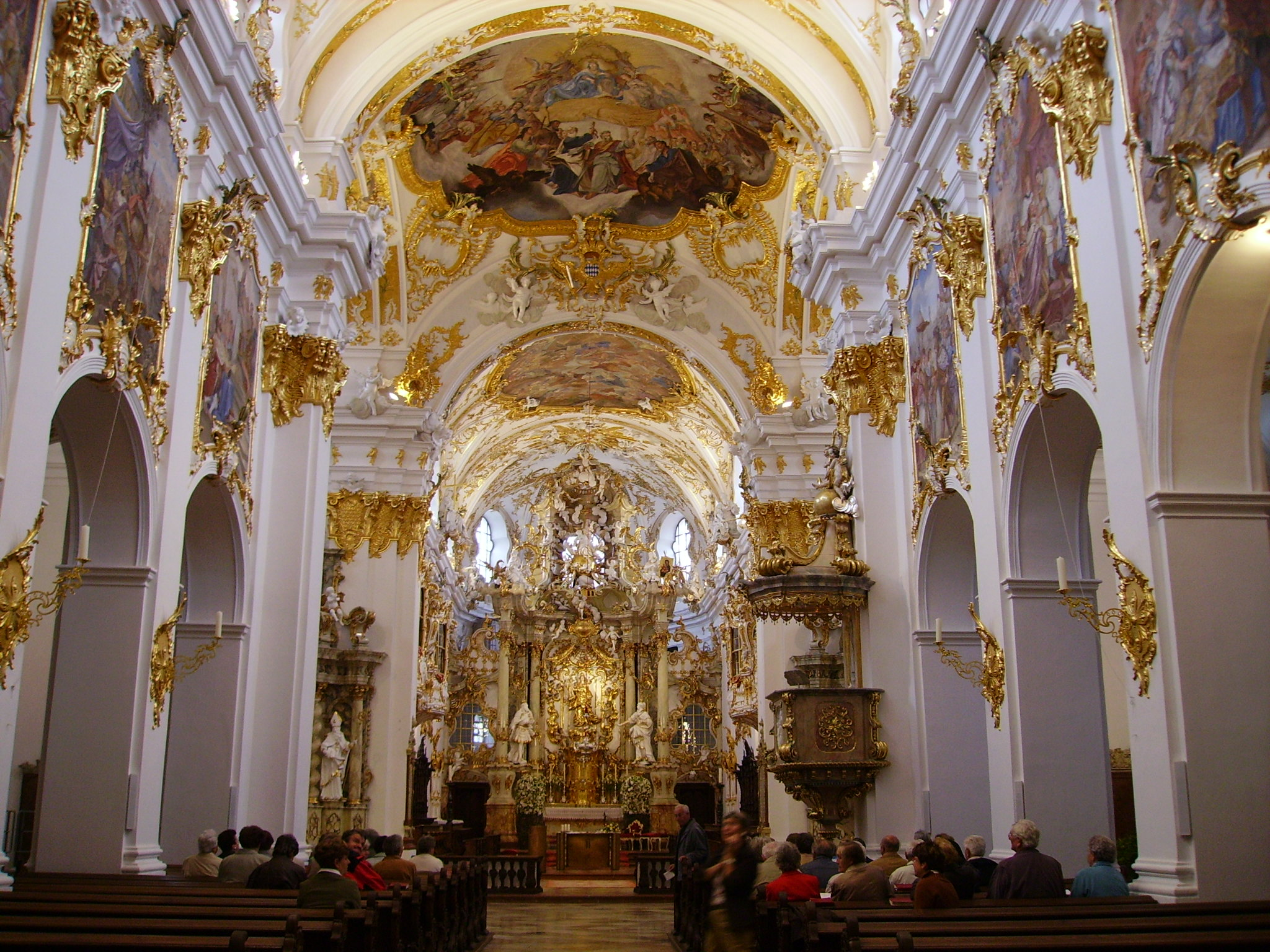
Lo scenografico interno rococò dell'Alte Kapelle.

### Edifici religiosi
- Duomo di San Pietro. La cattedrale è il monumento più importante della città, esempio di primaria importanza dell'architettura gotica tedesca. Pur non avendo dimensioni eccezionali, è l'opera più significativa di questo stile nella Germania meridionale. La costruzione iniziò verso il 1270 e fu completata nel 1520, con l'eccezione delle torri, che vennero terminate nel 1869 raggiungendo un'altezza di 105 metri.
- Abbazia di Sant'Emmerano, fondata nell'VIII secolo, è il più antico monastero benedettino della Baviera. Venne ricostruita in stile romanico nel 1166 e poi barocchizzata con un'elegantissima decorazione di stucchi e affreschi nel 1731-33.
- Alte Kapelle. L'Antica Cappella fu eretta nel 1002-04 come cappella di corte. Ingrandita con l'aggiunta del coro gotico fra il 1441 e il 1465, venne dotata della straordinaria decorazione interna rococò di stucchi, affreschi e dorature fra il 1747 e il 1765.
- Chiesa Niedermünster, antica abbaziale eretta nel XII secolo e rivestita di decorazioni barocche nel XVIII secolo.
- Chiesa Sant'Ulrico, antica parrocchiale cittadina, eretta nel XIII secolo.
- Chiesa dei Domenicani ("Dominikanerkirche"; XIII secolo).
- Chiesa di San Giacomo degli Scozzesi ("Schottenkirche St. Jakob"; XII secolo).

### Edifici civili

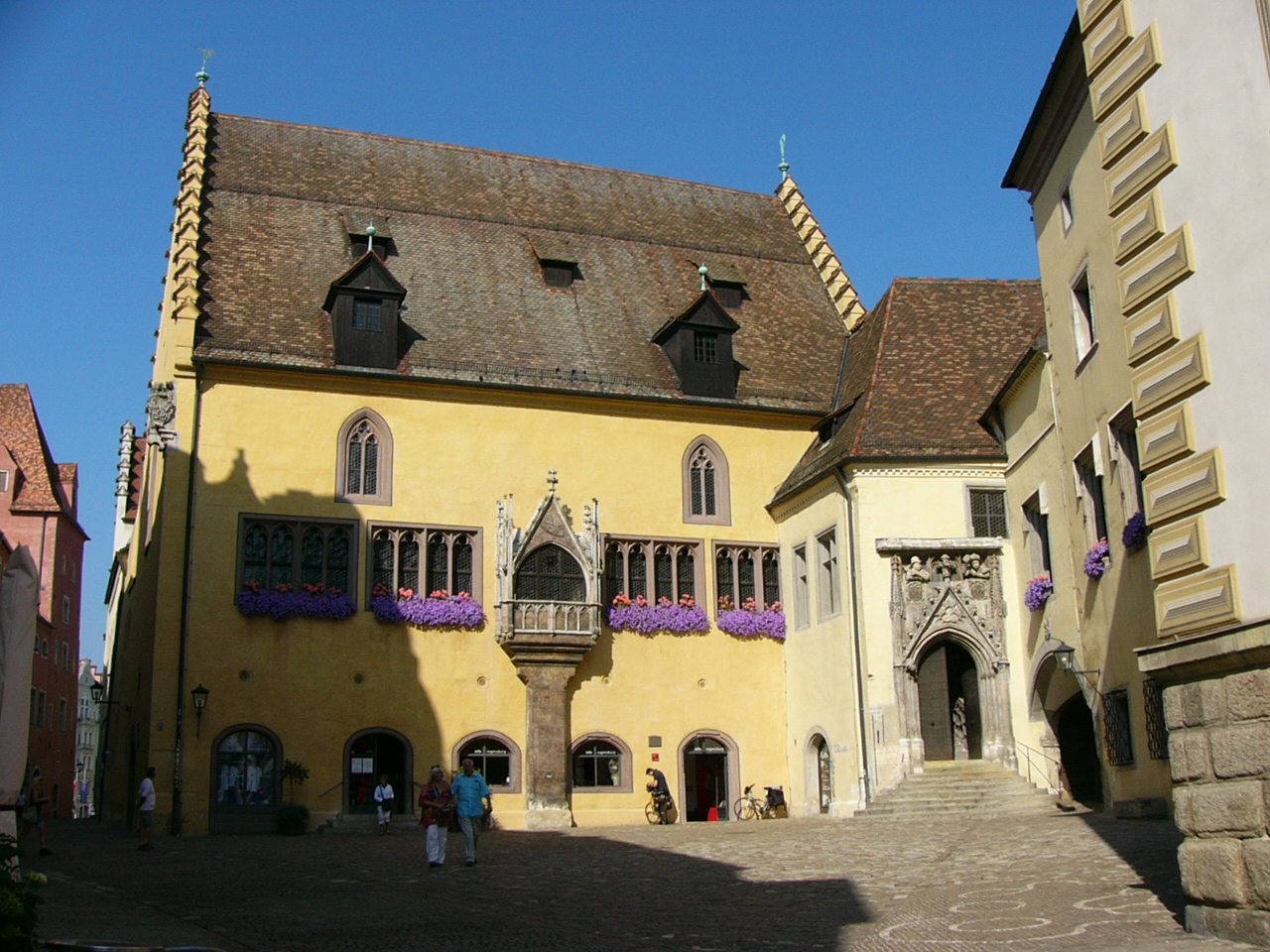
Il Municipio Vecchio.

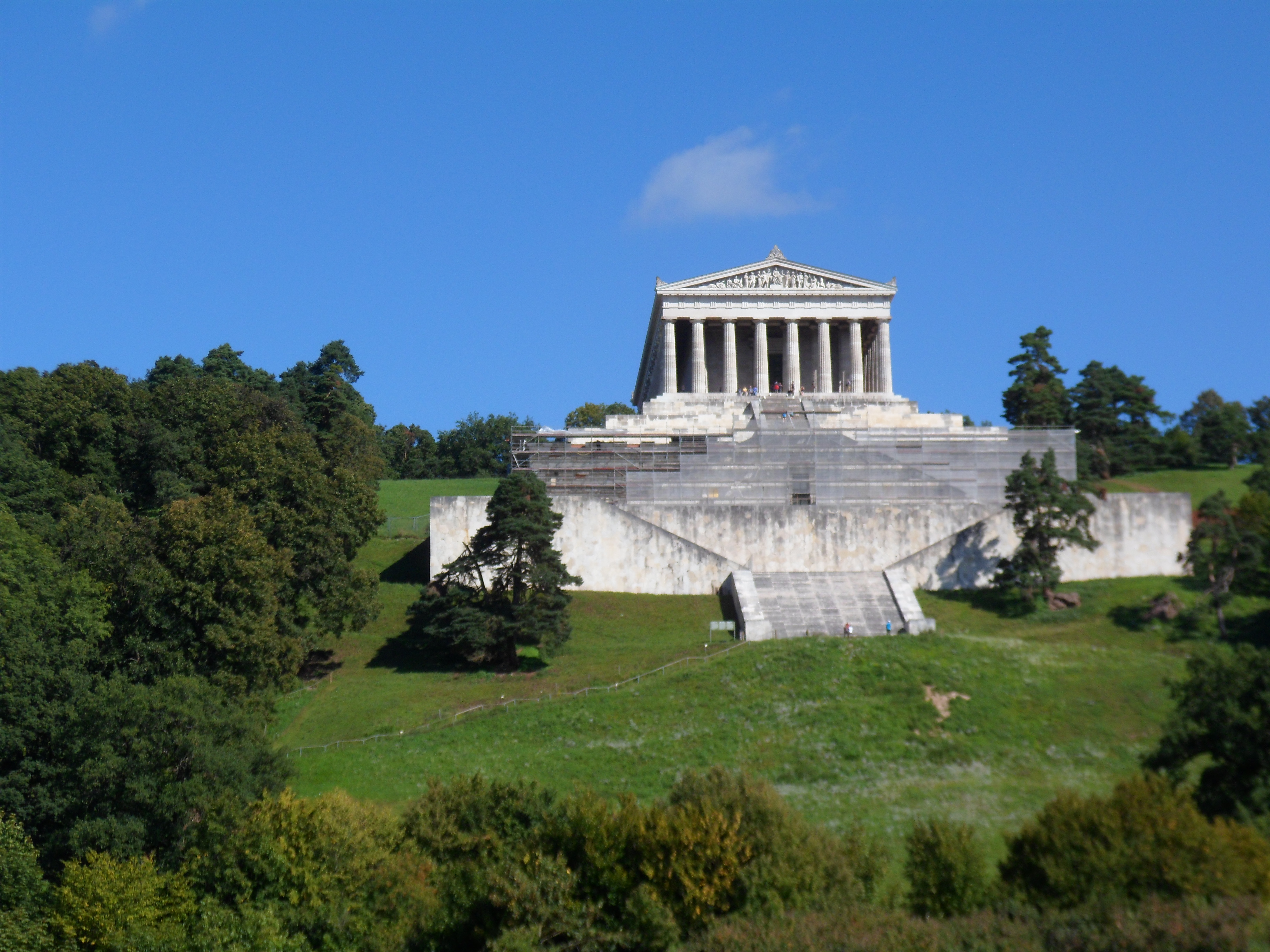
Il Walhalla.

- Il Ponte di pietra (Steinerne Brücke) occupa una posizione singolare nell'architettura occidentale. Venne costruito tra 1135 e 1146 ed era all'epoca il primo passaggio sul Danubio. Attraversa il fiume con una lunghezza di 310 metri.
- Il Municipio vecchio (Altes Rathaus) fu edificato tra il XIII e il XVIII secolo ed era la sede dell'Immerwährender Reichstag (assemblea permanente dei principi del Sacro Romano Impero). Oggi ospita un museo storico, dedicato a questo periodo, nel quale si può visitare fra l'altro la Reichssaal (sala dell'assemblea) dal bellissimo soffitto a travi lignee del 1408, vari appartamenti e la camera di tortura medievale.
- Il palazzo Thurn und Taxis a sud del centro storico fu costruito sulle fondazioni dell'antico monastero di S. Emmerame e allargato nel XIX secolo in stile neoclassico. Oggi è il domicilio della famiglia nobile Thurn und Taxis.
- Ostdeutsche Galerie. Nella "Galleria d'arte delle Germania orientale" vengono esposte opere di arte moderna di artisti tedeschi attivi nella RDT o nelle regioni orientali perse dopo la Seconda guerra mondiale.
- Il Walhalla sorge a breve distanza dalla città, lungo le sponde del Danubio. È un monumentale tempio neoclassico, voluto dal re Ludovico I, in cui sono collocati i busti delle più importanti personalità della storia e della cultura tedesca.

Nella Zieroldsplatz di Kohlemmarkt si erge la statua di don Giovanni d'Austria. Questo monumento, eseguito nel 1978, è stato collocato nel 400º anniversario della morte di don Giovanni d'Austria ed è la fedele replica dell'originale che si trova a Messina in piazza Lepanto e che fu commissionato dal senato messinese ad Andrea Calamech nel 1572.

## Sport
Lo SSV Jahn Regensburg è la società calcistica cittadina.
I Regensburg Legionäre sono la squadra cittadina di baseball che attualmente milita nella Bundesliga. Lo stadio cittadino è stato sede della prima fase del campionato mondiale di baseball 2009.

## Amministrazione

### Gemellaggi
- Aberdeen, dal 1955
- Bressanone, dal 1969
- Clermont-Ferrand, dal 1969
- Tempe, dal 1981
- Odessa, dal 1990
- Plzeň, dal 1955
- Várkerület (Budapest), dal 2005
- Qingdao, dal 2009

## Galleria d'immagini

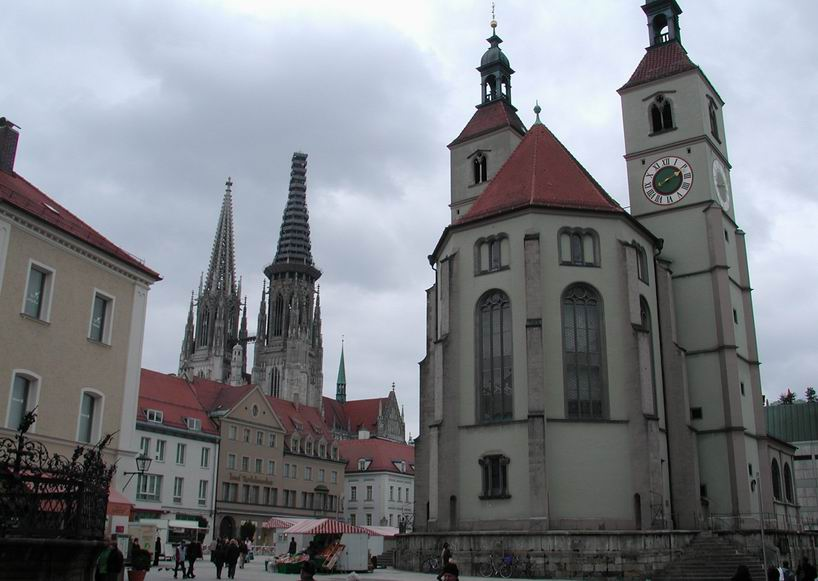
La cattedrale.
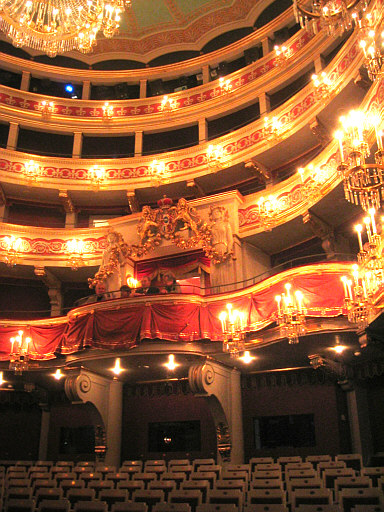
L'auditorium.
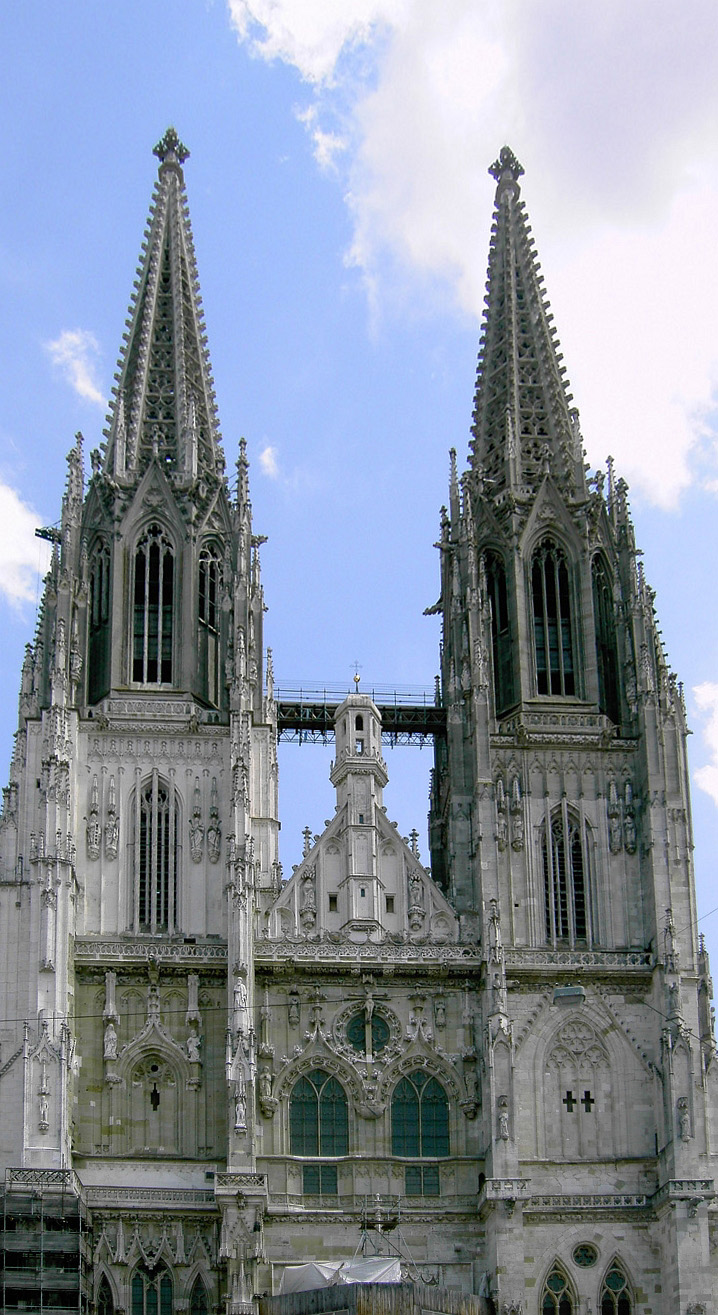
La cattedrale di San Pietro - lato occidentale.
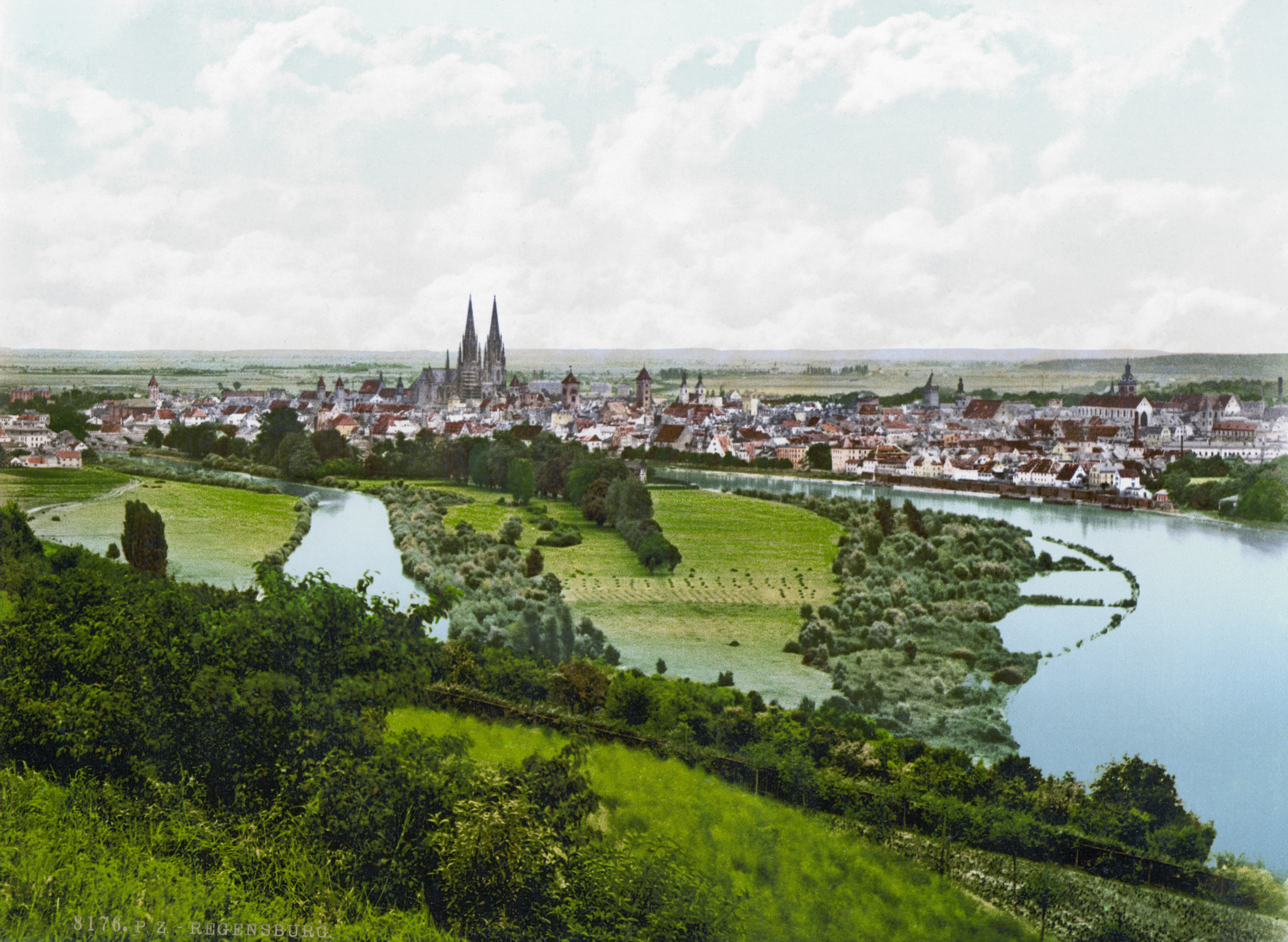
Ratisbona nel 1900.